# تين أكبر
تين أكبر (الاسم العلمي:Ficus maxima) هو نوع من النباتات يتبع جنس التين من الفصيلة التوتية.